# Даосянь
Даосянь (кит. упр. 道县, пиньинь Dào xiàn) — уезд городского округа Юнчжоу провинции Хунань (КНР).

## История
В пещерной системе Фуянь нашли 47 человеческих зубов, а также останки гиен, вымерших гигантских панд и других крупных млекопитающих, характерных для верхнего плейстоцена. Сталагмиты, выросшие на полу пещеры поверх слоя 1 датируются ториевым методом возрастом 80,1 тыс. л. н. и 79,5 тыс. л. н. Нижняя граница кальцитового слоя 1 датирована по фауне — она не древнее 120 тыс. л. н. Ярослав Кузьмин отмечает, что слой 2, содержащий зубы человека, по костям животных радиоуглеродным методом датируется возрастом ок. 42 900 л. н. (календарный возраст). Для этого же слоя получена серия уран-ториевых дат возрастом от 556 тыс. л. н. до 121 тыс. л. н. Такой разный возраст свидетельствует о том, что материал в слое 2 перемешан и не находится в состоянии in situ. Каменных орудий в пещере не нашли — это значит, что люди в пещере никогда не жили, а их останки были сюда притащены хищниками. Зубы из Даосяна больше похожи на зубы современных людей, чем на зубы из израильских пещер Схул и Кафзех. Моляры, премоляры, резцы и клыки имеют небольшие корни и не похожи на массивные неандертальские корни зубов. Резцы из Фуянь не лопатовидные, на нижних молярах нет признаков тавродонтии, увеличенной зубной полости, характерной для неандертальцев. Либо у гоминид популяции Схул-Кафзех произошла быстрая эволюция формирования зубов, либо зубы из Даосяна являются свидетельством миграции совершенно другой популяции людей. Зубы из пещерной системы Фуянь оказались гораздо моложе — 2,5—9,3 тыс. лет назад. У образца FY-HT-1 из пещеры Фуянь (2510±140 л. н.) определена митохондриальная гаплогруппа D5a1a2ab. У образца FY-HT-2 (9380±90 л. н.) была определена митохондриальная гаплогруппа D5a2a1h1.
В эпоху Воюющих царств эти места располагались у южной границы царства Чу. После объединения китайских земель в централизованную империю здесь, на реке Иншуй, были размещены войска, и был создан уезд Инпу (营浦县, «берег реки Иншуй»). Уезд сначала входил в округ Чанша (长沙郡), во времена империи Хань оказался в составе выделенного из него округа Линлин (零陵郡). В эпоху Троецарствия, когда эти земли оказались в составе государства У, был создан округ Инъян (营阳郡), власти которого разместились в уезде Инпу. После образования империи Суй в 589 году Инъянский округ был расформирован, а уезд вошёл в состав Юнчжоуской области (永州) и был при этом объединён с уездом Сему в уезд Юнъян (永阳县).
В эпоху Тан в 621 году была создана область Инчжоу (营州), которая в 622 году была переименована в Наньин (南营州), а в 634 году — в Даочжоу (道州); власти области размещались именно в этом уезде. В 634 году уезд Юнъян был переименован в Индао (营道县). В 691 году территория бывшего уезда Сему была вновь выделена в отдельный уезд, опять получивший название Юнъян, а оставшийся уезд Индао впоследствии был переименован в Хундао (宏道县).
Во времена империи Сун уезду было возвращено название Индао.
После монгольского завоевания и создания империи Юань область была в 1277 году преобразована в Даочжоуский регион (道州路). После свержения власти монголов и основания империи Мин «регионы» были переименованы в «управы» — так в 1368 году появилась Даочжоуская управа (道州府). В 1376 году управа была вновь понижена в статусе до области, став Даочжоуской областью Юнчжоуской управы. Во времена империи Цин из состава области были выведены все уезды (уезд Индао был расформирован, а его территория перешла под прямое управление областных властей), и она стала «безуездной областью». После Синьхайской революции в Китае была проведена реформа структуры административного деления, в ходе которой области были упразднены, и поэтому в 1913 году Даочжоуская область была преобразована в уезд Даосянь.
После образования КНР в 1949 году был создан Специальный район Юнчжоу (永州专区), и уезд вошёл в его состав. В мае 1950 года Специальный район Юнчжоу был переименован в Специальный район Линлин (零陵专区).
В октябре 1952 года Специальный район Линлин был расформирован, и уезд перешёл в состав новой структуры — Сяннаньского административного района (湘南行政区). В 1954 году Сяннаньский административный район был упразднён, и уезд вошёл в состав Специального района Хэнъян (衡阳专区).
В декабре 1962 года был воссоздан Специальный район Линлин, и уезд вернулся в его состав.
В 1968 году Специальный район Линлин был переименован в Округ Линлин (零陵地区).
Постановлением Госсовета КНР от 21 ноября 1995 года округ Линлин был преобразован в городской округ Юнчжоу.

## Административное деление
Уезд делится на 7 уличных комитетов, 11 посёлков, 1 волость и 3 национальные волости.